# 姜秉善
姜秉善，字少云，直隶天津人，清朝政治人物、進士出身。
光緒二十四年，登進士，同年五月，改翰林院庶吉士；光緒二十九年四月，散館，著以知县即用，後改蒼溪縣知縣。后調中江縣知縣；再調長寧縣知縣，死於任上。